# Silene claryi
Silene claryi är en nejlikväxtart som beskrevs av Jules Aimé Battandier. Silene claryi ingår i släktet glimmar, och familjen nejlikväxter. Inga underarter finns listade i Catalogue of Life.